# Zalongo
Zalongo (in greco Ζάλογγο?) è un ex comune della Grecia nella periferia dell'Epiro (unità periferica di Prevesa) con 5 043 abitanti secondo i dati del censimento 2001.
È stato soppresso a seguito della riforma amministrativa, detta Programma Callicrate, in vigore dal gennaio 2011 ed è ora compreso nel comune di Prevesa.